# Sodegerio da Tito
Sodegerio da Tito (o de Apulia, lat. Sodegerius de Tito; Tito, ... – ...; fl. 1239-1255, morto dopo il 1277) è stato un politico italiano medievale, funzionario del Sacro Romano Impero, che agì politicamente nel Principato vescovile di Trento su mandato degli imperatori Federico II di Svevia e Corrado IV Hohenstaufen.
Ha fatto ombra alla sua figura il sodalizio instaurato negli ultimi anni con la controversa personalità di Ezzelino III da Romano, ma la condotta politica di Sodegerio è stata rivalutata e posta sotto nuova luce, già dagli anni ottanta del Novecento, dagli studi condotti da Josef Riedmann.

## Biografia
Sodegerio era originario della Lucania, provenendo egli da Tito, borgo poco distante dall'attuale Potenza. Fu uno dei tanti funzionari federiciani il cui invio nelle città settentrionali si iscriveva nel disegno politico di Federico II di rafforzarvi il potere imperiale.

### Potestà a Trento

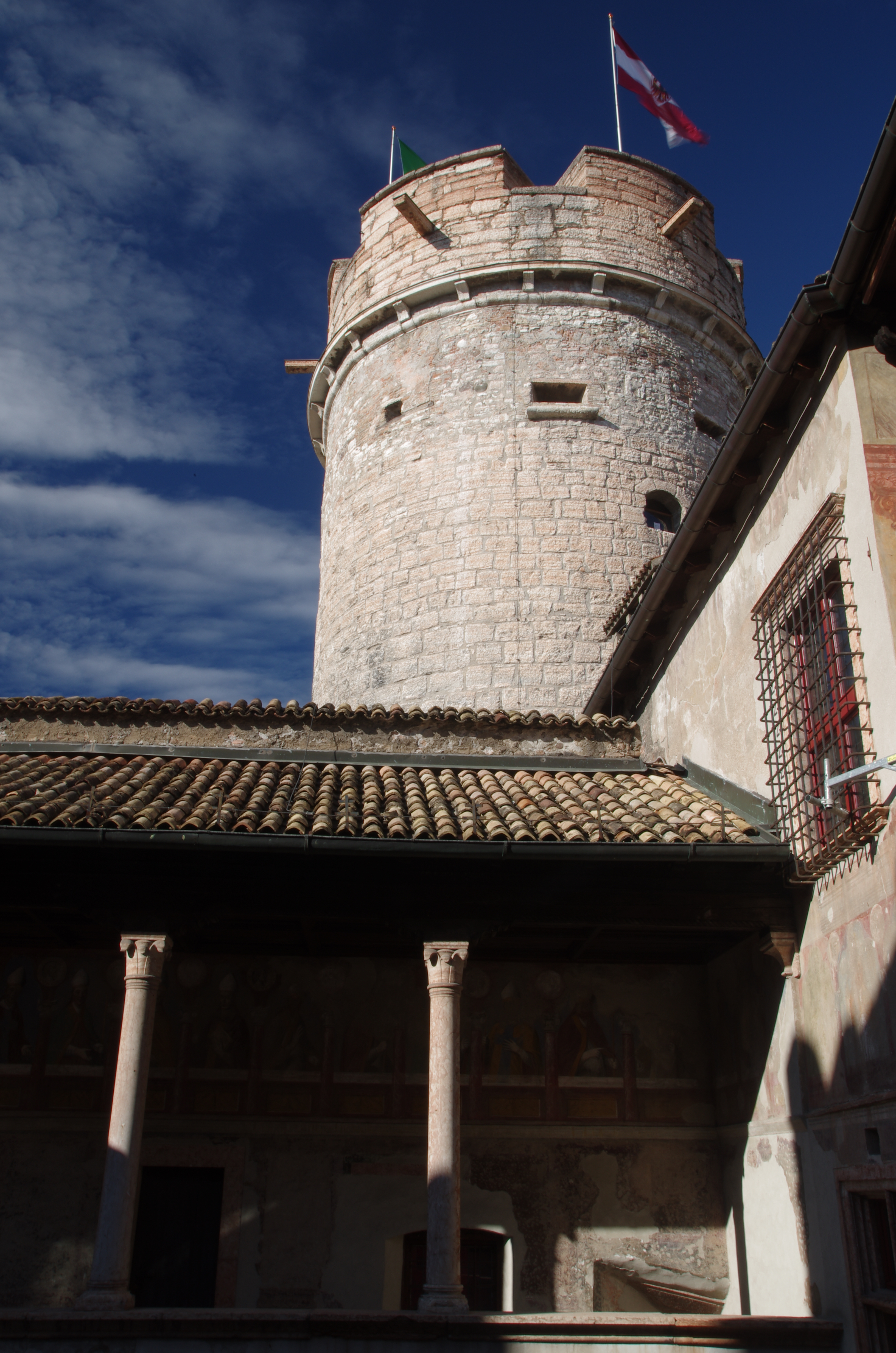
Mastio del Castello del Buonconsiglio detto anche Torre di Augusto, eretto da Sodegerio da Tito

Sodegerio, in particolare, fu nominato podestà di Trento nel 1238, in una posizione di cui si conserva traccia dal 7 dicembre di quell'anno e che egli mantenne fino al maggio 1255, quindi anche dopo la morte dell'imperatore, avvenuta nel 1250.

#### Contesto politico
L'incarico a Sodegerio si inseriva in una fase storica per il Principato vescovile di Trento, segnata, nel 1218, dalla morte in Terra santa di Federico Vanga, avvenuta durante la quinta crociata, una scomparsa che era stata all'origine di una battuta d'arresto per il principato trentino. Nel 1236, l'imperatore Federico II di Svevia aveva deposto tutti i principi-vescovi della regione prendendo direttamente il controllo militare dell'area trentina, che fu annessa nel 1239 alla marca di Treviso: fu in questo contesto politico che Federico stabilì di sottoporre importanti città della Marca trevigiana al controllo di propri funzionari provenienti dal meridione. L'amministrazione del nuovo feudo di Trento fu affidata dal 1236 a una serie di podestà, che con la loro presenza segnavano l'indebolimento del vescovo locale, Aldrighetto di Castelcampo, la cui condotta aveva conosciuto una deriva dalle iniziali posizioni filo-imperiali: Sodegerio fu il quarto podestà di Trento in ordine di tempo, preceduto in quell'ufficio da Wibotone, Svicherio da Montalban, e Lazario da Lucca, rapidamente avvicendatisi nei tre anni precedenti.

### Attività di governo

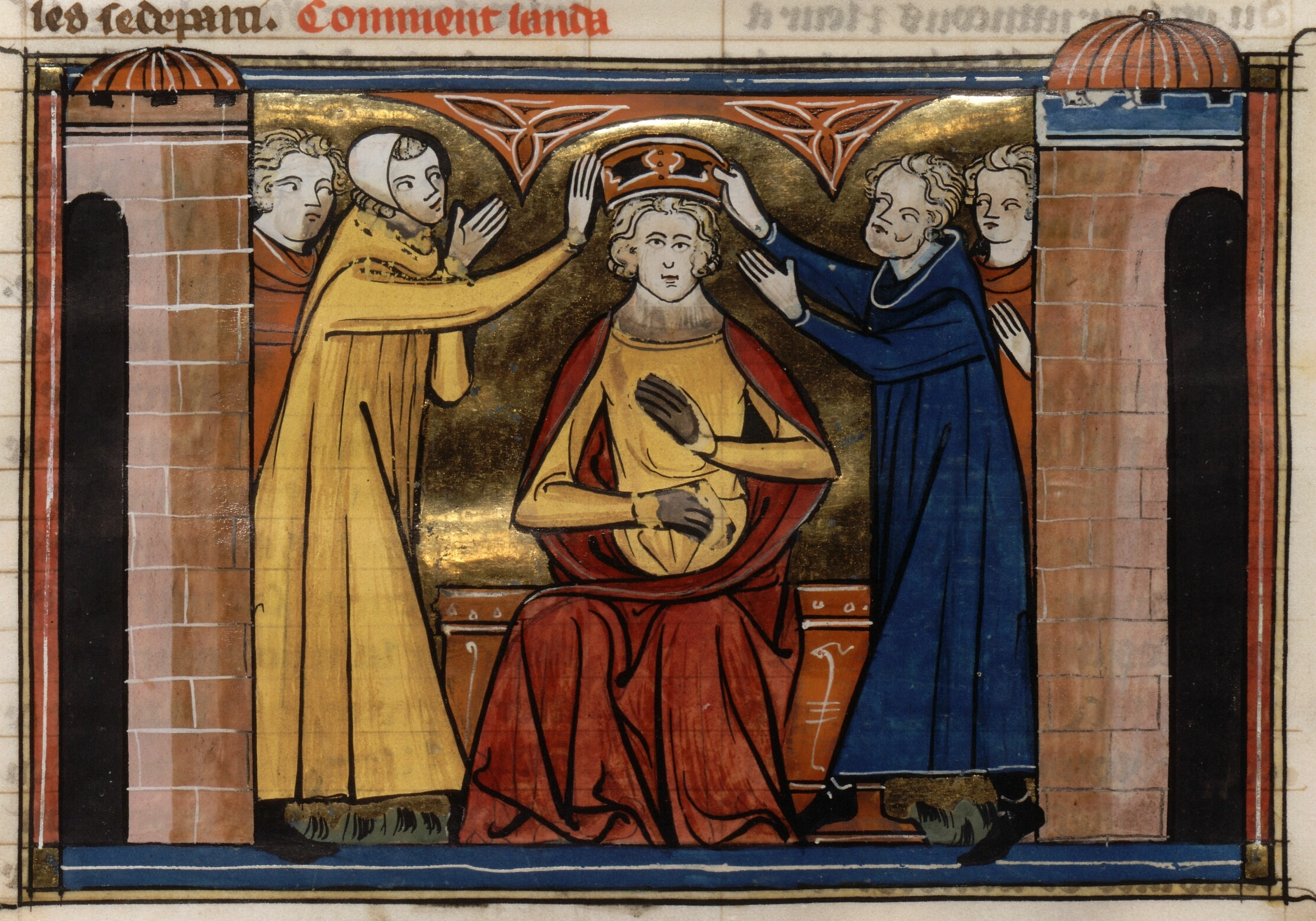
Incoronazione di Corrado IV di Germania

Il suo governo fu improntato alla volontà di cercare la collaborazione di tutti i soggetti, i ceti e le forze che trovavano espressione nella città e nell'episcopato: l'intento di Sodegerio fu peraltro coronato dal successo, forse anche perché poté avvantaggiarsi della latente aspirazione dei ceti dirigenti a una politica di maggior prossimità all'impero rispetto a quella espressa dal vescovo Aldrighetto.
Alla morte di Aldrighetto, nel 1247, fu eletto vescovo Ulrico della Porta, decano dei canonici del Capitolo di Trento, il quale, sebbene riconosciuto dal Patriarca di Aquileia, non fu accettato da Innocenzo IV che nominò in sua vece Egnone di Appiano (Egno von Eppan).

### Ultimi anni: il sodalizio con Ezzelino da Romano

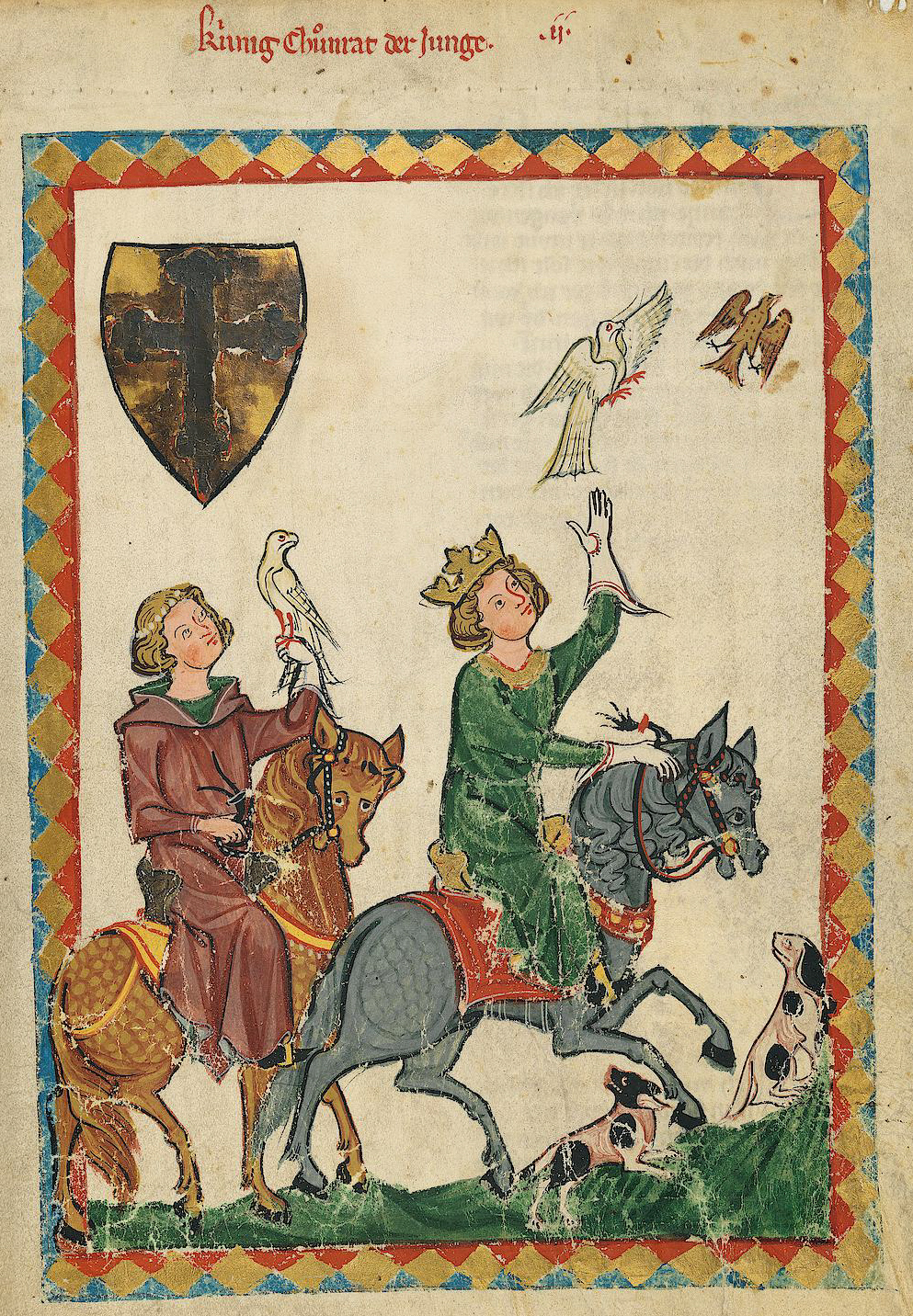
Corradino di Svevia falconiere, da una miniatura del Codex Manesse

Alla morte di Federico II, Sodegerio cambiò rotta, consapevole della situazione di debolezza in cui versava l'impero dopo l'incoronazione del successore Corrado IV. Fu spinto così a intensificare il rapporto con Ezzelino III da Romano da Verona, suo potente vicino: questi, nel modificare i rapporti con i funzionari imperiali della Marca trevigiana, trasformò Sodegerio in un proprio vassallo. D'altro canto, Sodegerio cercava di rafforzare la propria posizione con comportamenti che segnavano uno smarcamento dall'impero e che possono far pensare a una volontà di acquisire la Signoria sulla città di Trento.
Nella primavera del 1255, Egnone ebbe la possibilità di prendere possesso della sua sede vescovile nella città, ma questo non comportò l'estromissione di Sodegerio, al quale, anzi, fu assegnato, tra l'altro, il vicariato episcopale. Ma per motivi rimasti ignoti, Sodegerio uscì definitivamente di scena dopo pochissimi giorni, rinunciando a tutti i beni.
La sua improvvisa sparizione dalla scena politica ha indotto a lungo gli storici a pensare a una morte subitanea, ma esistono alcune citazioni in documenti d'epoca che hanno permesso di rintracciarlo ancora in vita nel novembre 1255, nel 1257, e quindi ancora nel 1269, anno, quest'ultimo, in cui Carlo d'Angiò lo privò di un terzo del feudo di Tito. Il provvedimento punitivo del monarca angioino autorizza a pensare a un rientro di Sodegerio nel Regno di Sicilia durante la discesa in armi di Corradino di Svevia, al quale, quindi, sarebbe rimasto fedele.
L'ultima traccia storica della sua esistenza è una menzione inequivoca riferita alla sua persona, rinvenibile in un documento del 1277 circa, anno che può essere assunto come approssimativo terminus post quem per la datazione della sua morte.

### Giudizio storico
Il sodalizio con la controversa figura di Ezzelino da Romano ha condizionato a lungo, in modo negativo, il giudizio sulla figura storica di Sodegerio e sulla sua podesteria a Trento.
Tale giudizio è stato oggetto di un ripensamento a partire dagli anni '80 del XX secolo: viene riconosciuto a Josef Riedmann, medievista dell'Università di Innsbruck, il merito di aver riconsiderato l'azione politica di Sodegerio, rivalutandone la condotta di governo pragmatica e non dispotica, ispirata al desiderio, coronato peraltro da successo, di cercare costantemente "la collaborazione di tutte le forze dell'episcopato".